# Mac OS X 10.5
Mac OS X 10.5 (codenaam: Leopard uitgesproken "/lepɜːd/"ⓘ is de zesde versie van het Mac OS X-besturingssysteem van Apple. Het systeem is specifiek ontwikkeld voor Apple Macintosh-computers. Het product is de opvolger van Mac OS X 10.4 (Tiger). Het werd voor het eerst getoond aan ontwikkelaars op de Worldwide Developers Conference van 2006.
Apple kondigde op 16 oktober 2007 aan dat Mac OS X 10.5 sinds 26 oktober 2007 geleverd wordt. Het product kostte 129 euro in het grootste deel van Europa.
Apple had eertijds aangekondigd het systeem te willen lanceren in het voorjaar van 2007. Op 12 april 2007 deelde Apple echter mee dat de ontwikkeling van het besturingssysteem vertraging opliep. Dit zou veroorzaakt zijn doordat een aantal Mac OS X-ontwikkelaars ingezet werden ter ontwikkeling van het verwante Mobile OS X, wat gebruikt wordt op de iPhone.
In het eerste weekend waarin Mac OS X 10.5 op de markt was (26 tot 28 oktober 2007) werden er volgens Apple meer dan 2 miljoen exemplaren van het besturingssysteem verkocht.

## Compatibiliteit
Mac OS X 10.5 draait op Macintoshcomputers die voorzien zijn van een PowerPC- of Intel-processor. Voor een Macintosh met PowerPC-processor(s) geldt echter dat er een G4 van minimaal 867 MHz of G5 aanwezig moet zijn. Bovendien moet het systeem minimaal 512 MB aan geheugen hebben. Voor bepaalde effecten in iChat is het echter noodzakelijk een Intel-processor te hebben. Het besturingssysteem weigert te installeren op oudere G4- of G3-processors. De dvd bevat het besturingssysteem als Universal Binary, zodat dezelfde versie zowel op Macs met PowerPC- als met Intel-processor(s) geïnstalleerd kan worden. Leopard is de laatste versie van Mac OS X die zowel op PowerPC- als Intel-processoren kon draaien.

## Technologieën en programma's
Mac OS X 10.5 Leopard komt met een aantal nieuwe programma's en technologieën:
- Boot Camp: Een programma dat een Intel Mac ook in staat stelt op te starten in Microsoft Windows, naast het eigen Mac OS X. Een bètaversie was voorheen gratis te downloaden via de website van Apple, maar niet meer te verkrijgen sinds de verschijning van Leopard.
- 64 bit: Leopard zal 64 bitssoftware volledig ondersteunen en op volle snelheid kunnen draaien. Daarbij kan 32 bitssoftware nog gewoonlijk worden gedraaid als tevoren.
- Time Machine: Een applicatie om bestanden terug te halen die de gebruiker heeft gewist. Het werkt als een zeer toegankelijk back-up-systeem, maar doet daarmee ook dienst als systeem om oudere versies van bestanden terug te halen.
- Front Row en Photo Booth: Beide applicaties zijn opgewaardeerd tot volledige functionaliteit.
- Spaces: Met Spaces kan de gebruiker verschillende desktops gelijktijdig benutten. Iedere desktop kan ingericht worden voor een bepaald gebruik, zoals internetprogramma's, fotobeheer, tekstverwerking, enz. Hierbij kan er gemakkelijk worden overgeschakeld tussen de verschillende desktops.
- Spotlight: Deze nieuwe versie van Spotlight zal de gebruiker toestaan om ook op andere computers te zoeken wanneer deze zijn verbonden in een netwerk. Spotlight kent een geavanceerde wijze van zoeken en maakt gebruik van booleaanse operators. Daarbij is het systeem aanzienlijk sneller geworden als voorheen en kan het ook direct dienstdoen als woordenboek of calculator.
- Core Animation: Een onderliggende technologie die het mogelijk maakt complexe animaties te creëren, zonder dat deze geheel nieuw geprogrammeerd hoeven te worden. Hierbij kan de programmeur gebruikmaken van reeds bestaande effecten en technieken en deze gemakkelijk inzetten in diens programma.
- Universal Access: Dit biedt gesproken uitleg voor blinden en slechtzienden over hetgeen zich afspeelt op het scherm, ondersteuning voor braille-schermen, en "closed captioning".
- Mail: Uitgebreid met notities, te-doen-lijsten, en thema's voor e-mails.
- Dashboard: De gebruiker kan eigen widgets maken door de gewenste delen van een webpagina te selecteren en op te slaan als widget. Bijvoorbeeld de dagelijkse Garfieldstrip, zodat elke nieuwe uitgave automatisch in Dashboard verschijnt.
- iChat: De kleur- en vormfilters van Photo Booth kunnen worden toegepast bij iChat-videochats. Daarnaast toont iChat Theater foto's, films of Keynotepresentaties aan de chatpartner. Het bevat nu ook de mogelijkheid om met toestemming van de contactpersoon diens computer tijdelijk te bedienen.
- Finder: De nieuwe finder staat toe om diverse bestandsformaten (.pdf, .eps., .tif, .jpg, .mov, .mp4 etc.) te openen in de Finder zelf, zonder dat hier een afzonderlijk programma voor geopend hoeft te worden. Apple heeft dit Quick Look genoemd. De gebruiker kan meerdere manieren kiezen om zijn document te bezichtigen. Als nieuwe optie is Cover Flow, zoals gebruikt in iTunes, nu ook toegevoegd als bestanden-bladeraar.

## Versiegeschiedenis
| Versie | Build        | Datum             | Opmerkingen |
| ------ | ------------ | ----------------- | ----------- |
| 10.5   | 9A581        | 26 oktober 2007   |             |
| 10.5.1 | 9B18         | 15 november 2007  |             |
| 10.5.2 | 9C31, 9C7010 | 11 februari 2008  |             |
| 10.5.3 | 9D34         | 28 mei 2008       |             |
| 10.5.4 | 9E17         | 30 juni 2008      |             |
| 10.5.5 | 9F33         | 15 september 2008 |             |
| 10.5.6 | 9G55         | 15 december 2008  |             |
| 10.5.6 | 9G66         | 6 januari 2009    |             |
| 10.5.7 | 9J61         | 12 mei 2009       |             |
| 10.5.8 | 9L30         | 5 augustus 2009   |             |